# Duché d'Asti
569–774
Entités précédentes :
- Royaume lombard

Entités suivantes :
- Empire Carolingien

Le duché d'Asti est un duché lombard dont la capitale était Asti. Il a été créé en 569 et supprimé en 776.

## VIesiècle
Le duché d'Asti a été créé en 569 par un duc inconnu. En 589 son successeur, Gundoaldo parvient au trône. Très attaché à la foi catholique, le nouveau duc d'Asti consacra énormément d'énergie à la conversion de son duché majoritairement païen ou aryen. En 615, ce dernier meurt à la suite d'une révolte contre le Roi des Lombards.

## VIIesiècle
Le roi Rothari a permis d'étendre considérablement le duché d'Asti en envahissant une partie importante de la Ligurie dont Gênes.
À la mort de Gundaldo, son fils Aripert régna sur Asti de 615 à 653, date à laquelle il fut élu roi des Lombards grâce à la faction catholique des ducs de Lombardie. À sa mort en 661, la Lombardie fut divisée entre ses fils Perthari et Godepert.
Profitant de cette division Grimoald tua Godepert et provoqua la fuite de Perthari qui sollicita le soutiens des Francs de Clotaire III.
En 663 ceux-ci envoyèrent une armée qui fut vaincue à la bataille de Refrancore.
En 671, après la mort de Grimoald, Perthari sera tout de même à nouveau élu roi des Lombards.

## VIIIesiècle
Aliprendo est investi duc d'Asti par le roi Ratchis en 744 et est expulsé par Charlemagne en 776 au profit du comté impérial.